# YAMA模型
YAMA模型（やまもけい）は、日本の鉄道模型メーカー。

## 概要
工房を岐阜県美濃市に持ち、レーザーカットによる紙製キット（ペーパーキット）を生産する。主に16番ゲージの車両、ストラクチャー、及び車両用の箱などを製造している。当初は手作業による生産だったが、キハ11形生産時からレーザーカットによる生産へと変化。車両は経年変化への考えからペーパールーフを採用し、機器にウレタン樹脂や木材、紙などを、床板や補強材には木材を使用する。先頭車両前面には真鍮を使用することがある。製品化する車種は中京圏のものが主力である。素材を紙とすることでブラスモデルのようなハンダ付けが不要となり、木工用ボンド及び接着剤や木工パテなどの身近に入手可能な道具などで組み立てることを可能としている。
現在ではのぞみ工房ブランドも扱っており、主に国鉄形電車や関西の旧型車両なども数多く製品化している。

## 製品
鉄道車両のキットから、建物などのストラクチャーなど幅広い製品を生み出している。また、16番車両の車両用収納箱やオリジナルの車両パーツなども作成している。

### 国鉄及びJR
- キハ11形

YAMA模型の製品改革第一号と言えるレーザーカット製品であり、初心者にも簡単に作られることを第一とした設計を行っている。車体素材には高強度で表面凹凸の微細なラスターペーパーを使用し、屋根と側面を一体構造として強度を得ているが、これだけでは車体側面に歪みを生じやすいため、内側に角材のアングルをもって補強するスタイルをとっている。
- キハ35系
- クモル23050
- 201系

### 名鉄
- 2000系（ミュースカイ）
- 3300系
- 3500系
- 7000系(パノラマカー)
- 7100系
- 7300系
- 7500系
- モ550形
- モ560形
- モ590形
- モ780形
- モ880形
- モ900形
- ク2300形、2320形
- モ800形
- 6750系1次車
- 5300系
- 5700系
- モ180形

### そのほか私鉄
- 西武鉄道旧101系
- 阿武隈急行8100系
- 十和田観光電鉄ED400形電気機関車
- 豊橋鉄道田口線モ10形14
- 東濃鉄道モハ100形
- 近江鉄道700系あかね号
- 京阪3000系電車 (初代)

### そのほか私鉄(路面電車)
- 名古屋市電1820形
- 名古屋市電2600形
- 名古屋市電2700形
- 名古屋市電3000形
- 都電7500形
- 京都市電700形
- 京都市電1600形
- 京都市電1900形
- 京都市電2000形
- 京都市電2600形
- 広島電鉄1900形

### ナローゲージ
- 三重交通モニ220形
- 近鉄260系(四日市あすなろう鉄道260系)
- 近鉄ク110形